# Ramón Sales
Ramón Sales Amenós (La Fuliola, c. 1893-Barcelona, 1 de noviembre de 1936) fue un sindicalista español. Militante carlista y miembro del requeté, es más conocido por haber sido uno de los fundadores y principal líder de los llamados Sindicatos Libres. Murió asesinado al comienzo de la guerra civil española, víctima de la represión en la zona republicana.

## Biografía

### Juventud y primeros años
Nació en la localidad ilerdense de La Fuliola hacia el año 1893, en el seno de una familia campesina de ascendencia carlista. A los diecisiete años quedó huérfano, viéndose obligado a trasladarse a Barcelona junto con sus hermanos y hermanas. Allí trabajó como dependiente en unos almacenes y en 1918 ingresó en el Sindicato Mercantil de la CNT. En la ciudad condal mantuvo contacto con los círculos carlistas: se uniría al requeté en 1919 y participaría frecuentemente en los encuentros organizados por la sección juvenil del Ateneo Obrero Legitimista. Llegaría a formar parte del centro carlista «Crit de la Patria», a cuyo grupo de acción política y social perteneció.
Eduardo González Calleja lo ha descrito como un católico fervoroso y un «jaimista entusiasta». No tardaría en abandonar el Sindicato Mercantil de la CNT. En diciembre de 1919 fundó con otros miembros del Ateneo Obrero Legitimista la Unión de Sindicatos Libres, de los cuales se convertiría en su principal líder.

### Líder de los Sindicatos Libres
El Sindicato Libre pronto chocó con la CNT, y también hubo de hacer frente a la Patronal, que pretendía subordinarlo a sus intereses. De 1919 a 1921, el naciente sindicato fue promocionado por los empresarios en su labor de dividir al movimiento obrero barcelonés. Los Sindicatos Libres perdieron 53 dirigentes ante los pistoleros anarquistas, y crearon sus propios grupos armados para combatir a los sindicatos anarquistas. En 1923, el Sindicato Libre contaba casi con 200.000 miembros, tres cuartas partes en Barcelona. Algunos líderes de los Sindicatos Libres, como Ramón Sales, mantuvieron una actitud de colaboración con la posterior dictadura de Primo de Rivera. Favorecida por el nuevo régimen, sin embargo, la organización sindical sufriría una campaña de acoso y difamación a partir de 1930 por parte de las fuerzas de izquierda.

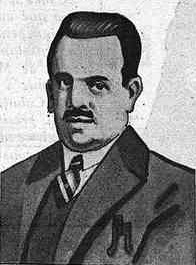
Retrato de Ramón Sales

De acuerdo con Colin M. Winston, Ramón Sales se separó de la dirección del carlismo al conspirar con Martínez Anido y el gobernador civil Milans del Bosch para hacerse con el control del centro obrero jaimista «La Margarita», después de que este hubiera sido clausurado en 1927. Esa misma táctica la emplearía también con el CADCI, centro que fue reabierto bajo una nueva junta controlada por amigos de Sales, la cual cortó todos los lazos con los jefes catalanistas, según reconocería el propio Sales en una carta a Milans del Bosch.
Tras la proclamación de la Segunda República, el 15 de abril de 1931 las nuevas autoridades realizaron un registro policial en la sede del Sindicato Libre, donde encontrarían catorce bombas y cien pistolas. Esta iniciativa estuvo auspiciada por el gobernador civil de Barcelona, el abogado ex-cenetista Lluis Companys, que suscribió el llamado Pacto del Hambre, por el cual la patronal acordó con la CNT y la UGT a no contratar a ningún trabajador afiliado a los Sindicatos Libres —cuya sede y bienes serían incautados—.

### Últimos años
La localización de varios alijos de armas en la sede los Sindicatos Libres fue esgrimida por las autoridades republicanas como motivo para detener a varios de sus más destacados líderes e iniciar varios procedimientos judiciales en su contra. Ramón Sales huyó del país, trasladándose a Francia. Allí fue detenido y puesto bajo custodia, a la espera de ser extraditado a España, pues contra él pesaba una acusación judicial de haber participado en varios asesinatos. Su esposa sí llegó a ser detenida, siendo encarcelada por un breve período. No obstante, el proceso de extradición de Sales no prosperaría, y posteriormente este se beneficiaría de una amnistía en España.
Durante su estancia en el país galo Ramón Sales, que carecía de recursos financieros, sobrevivió realizando diversos oficios. En 1935 regresó a Barcelona, instalándose en la clandestinidad. Por entonces los Sindicatos Libres ya estaban muy politizados y patrocinados por el Bloque Nacional de José Calvo Sotelo. También en 1935, en noviembre, se reuniría en Niza con Severiano Martínez Anido para tratar infructuosamente que este liderara un golpe de Estado en Cataluña.
En mayo de 1936 los Sindicatos Libres y la Peña Ibérica unieron esfuerzos para actuar clandestinamente bajo el nombre de «Cruces de Sangre». Se nombró un comité directivo formado por Francisco Palau, por la Peña Ibérica, y Ramón Sales, por los Libres. En sus proclamas manifestaron el recurso a la violencia como única solución para España y la necesidad de un Estado totalitario corporativo.

Sales colaboró con la conspiración golpista contra el nuevo gobierno del Frente Popular. Según llegó a señalar Feliciano Baratech, Sales habría sido seleccionado como uno de los candidatos para ocupar la cartera ministerial de Trabajo en un futuro gobierno nacional.
El 16 de julio, a raíz de un registro policial que encontró un alijo de armas en su vivienda, fue arrestado por la policía y encarcelado. Con posterioridad, ya iniciada la guerra civil, logró escapar y huir a Francia.[cita requerida] Regresó de nuevo para organizar la «quinta columna» barcelonesa, pero fue capturado el 30 de octubre, y descuartizado vivo en el Ensanche, ante las oficinas de Solidaridad Obrera: 

Encadenaron los pies y las manos de Sales a cuatro camiones. Acto seguido los camiones emprendieron la marcha, en direcciones distintas.

Sin embargo, La Vanguardia informó el 5 de noviembre de lo siguiente:

El que fue presidente de los Sindicatos Libres de España, el tristemente famoso Ramón Sales, fue fusilado ayer, a las doce de la noche, por quienes habían recibido mayores agravios de su funesta actuación.